# Prima Donna (EP)
Pour les articles homonymes, voir Prima donna (homonymie).
Albums de Vince Staples
Summertime '06
(2015) Big Fish Theory
(2017)
Prima Donna est le deuxième EP de Vince Staples, sorti le 26 août 2016.

## Historique
En juin 2016, au cours d'une interview avec The Fader, Staples révèle le nom de son nouvel EP, intitulé Prima Donna. Il ajoute que le projet comprend des productions de DJ Dahi et du musicien James Blake,.

## Réception
Prima Donna reçoit un bon accueil de la presse spécialisée. Sur le site Metacritic, il obtient le score de 83/100, basé sur treize critiques.
Mehan Jayasuria du site Pitchfork résume : « Le désespoir a toujours été une constante dans le travail de Staples, mais Prima Donna précise ce sentiment, tant dans ses chansons que dans ses mots interstitiels. Staples nous répète qu'il en a marre, qu'il est fatigué, qu'il a envie d'abandonner. Et pouvez-vous le blâmer, un artiste qui a passé toute sa carrière à cataloguer les ruptures autour de lui? ». Ben Newman de Slant Magazine, dans un article élogieux, affirme que « Prima Donna, c'est Staples qui prend conscience de son rôle d'artiste noir en Amérique ».

## Liste des titres
| No | Titre                                                         | Auteur                                              | Contient un (des) sample(s)                  | Durée |
| -- | ------------------------------------------------------------- | --------------------------------------------------- | -------------------------------------------- | ----- |
| 1. | Let It Shine                                                  | Vince Staples                                       | This Little Light of Mine de Traditional Fol | 0:41  |
| 2. | War Ready (Produit par James Blake)                           | Staples, James Blake, André Benjamin, Antwan Patton | ATLiens par Outkast                          | 2:35  |
| 3. | Smile (Produit par DJ Dahi et John Hill)                      | Staples, Dacoury Natche, John Hill                  |                                              | 4:20  |
| 4. | Loco (featuring Kilo Kish – Produit par DJ Dahi et John Hill) | Staples, Natche, Hill, Lakisha Robinson             |                                              | 4:18  |
| 5. | Prima Donna (featuring ASAP Rocky – Produit par DJ Dahi)      | Staples, Natche, Rakim Mayers                       |                                              | 3:30  |
| 6. | Pimp Hand (Produit par No I.D.)                               | Staples, Ernest Wilson                              |                                              | 2:49  |
| 7. | Big Time (Produit par James Blake)                            | Staples, Blake                                      |                                              | 3:31  |

## Classements
| Classements (2016)                   | Meilleure position |
| ------------------------------------ | ------------------ |
| Australie (ARIA)                     | 35                 |
| États-Unis (Billboard 200)           | 50                 |
| États-Unis (Top R&B/Hip-Hop Albums)  | 6                  |
| France (SNEP Téléchargement)         | 156                |
| Nouvelle-Zélande (Heatseeker Albums) | 3                  |